# Marine Debauve
Marine Debauve est une gymnaste française, née le 3 septembre 1988. D'abord spécialiste de gymnastique artistique, où elle fut championne d'Europe en 2005, elle s'est ensuite reconvertie au tumbling, où elle a été médaillée aux Championnats du monde en 2010.

## Biographie
Elle commence la gymnastique à 4 ans et intègre rapidement le pôle Espoirs de Dijon.
À l'âge de 11 ans, elle participe à sa première compétition internationale. Cette année-là, dans la catégorie Espoir, elle devient championne de France.
En 2003, elle remporte le titre de championne de France du concours général ; la même année, elle participe à ses premiers Championnats du monde.
En 2004, elle est membre de l'Équipe de France participant aux Jeux olympiques d'Athènes, lors desquels elle termine 7e du concours général, ce qui représente, à ce jour, le meilleur classement jamais atteint par une Française aux Jeux olympiques.
En 2005, aux championnats d'Europe à Debrecen, en Hongrie, elle devient à 16 ans la première Française championne d'Europe du concours général. La même année, elle met un terme à sa carrière à la suite des Championnats du monde. Elle tente de se mettre au plongeon mais arrête au bout de trois mois,.
En 2007, après deux ans de retraite sportive, Marine reprend l'entraînement en vue des Jeux olympiques de Pékin et est sélectionnée dans l'équipe de France qui va aux Jeux. Ce retour est toutefois éphémère et elle décide de se reconvertir dans le tumbling, avec l'ambition de participer aux Championnats du monde en 2010. Elle y décroche la médaille de bronze derrière deux adversaires russes, Korobeïnikova et Krasnokutskaïa mais elle met néanmoins un terme à cette éphémère carrière de tumbling à l'issue de ces Championnats du monde.

## Palmarès

### Championnats du monde
- Metz 2010 (tumbling)
  -  médaille de bronze en tumbling

### Championnats d'Europe
- Debrecen 2005 (artistique)
  -  médaille d'or au concours général individuel
  -  médaille d'argent à la poutre